# کیارام سلویان
کیارام سلویان یا کرم سلویان (به زبان ارمنی Քյարամ Սլոյան - به زبان انگلیسی Kyaram Sloyan)، (زاده ۲۷ آوریل ۱۹۹۶ – درگذشته ۱/۲ آوریل ۲۰۱۶)، سرباز وظیفه ایزدی کُردتبار ارتش تدافعی جمهوری آرتساخ؛ بود. او طی درگیری‌های ۲۰۱۶ جمهوری آذربایجان و ارمنستان، در روستای تالش جمهوری آرتساخ کشته شد. نیروهای جمهوری آذربایجان پس از کشته شدن این سرباز ایزدی سر وی را از بدن جدا کرده و با آن عکس می‌گیرند. در این باره عکس‌ها و فیلم‌های بسیاری منتشر شده‌است. «کایلاش سِلویان» پدر کیارام سِلویان، از رزمندگان جنگ قره باغ در سال‌های ۱۹۸۸–۱۹۹۴ است.

## درگیری جمهوری آذربایجان و آرتساخ
کیارام سلویان در سال ۲۰۱۴ میلادی به خدمت سربازی فراخوانده می‌شود و به ارتش تدافعی جمهوری آرتساخ می‌پیوندد. وی یکی از اولین کشته شدگان جنگ چهار روزه ماه آوریل آرتساخ است؛ و تنها دو ماه از زمان خدمتش باقی مانده بود.
در روز دوم ما آوریل ۲۰۱۶ میلادی نیروهای ارتش جمهوری آذربایجان به دنبال نقض آتش‌بس صلح مرزهای جمهوری قره باغ کوهستانی را مورد حمله قرار دادند. در این حملات که چهار روز به طول انجامید تعداد زیادی از دو طرف درگیر کشته و بسیاری نیز زخمی شدند؛ که در این بین یکی از کشته شدگان سرباز وظیفه کیارام سلویان است؛ که خبر کشته شدن وی در روز ۵ آوریل ۲۰۱۶ اعلام شد. کیارام سِلویان تحت فرماندهی آرمناک اورفانیان و با یک گروه ۶ نفره توانستند دو بار مانع از پیشروی سربازان ارتش جمهوری آذربایجان در منطقه روستای تالش شوند. پس از درگیری‌های سنگین فرمانده اورفانیان دستور عقب‌نشینی به سربازان صادر می‌کند که در این بین کیارام سِلویان و روبرت آبجانیان بدون توجه به دستور فرمانده در خط مقدم باقی مانده و به مقابله با ارتش آذربایجان می‌پردازند. نیروهای آذربایجانی با آتشبار خود مواضع نیروهای ارمنی را زیر آتش می‌گیرند که در این بین فرمانده آرمناک اورفانیان و کیارام سلویان جان خود را از دست می‌دهند.
پس از کشته شدن آرمناک اورفانیان، روبرت آباجیان فرماندهی گروهان را عهده‌دار شده و با توجه به اینکه مهمات بسیار کمی باقی مانده بود دو سرباز را برای آوردن مهمات به پادگان فرستاده و خود به کمک یک سرباز باقی مانده یعنی «آندرانیک ظهرابیان» به ادامه جنگ می‌پردازد. نیروهای آذربایجانی موفق می‌شوند دوباره پیشروی کرده و وارد مقر استقرار نیروهای ارمنی می‌شوند. در این بین سرباز ارمنی آندرانیک ظهرابیان نیز به شدت مجروح شده و پس از مدت کوتاهی جان خود را از دست می‌دهد. روبرت آباجیان به تنهایی به مقابله با سربازان آذربایجانی پرداخته و در همان حین اطلاعات مهمی در خصوص درگیری‌های به وجود آمده به مقر فرماندهی کل ارتش جمهوری آرتساخ مخابره می‌کند.
روبرت آباجیان که دیگر در محاصره کامل قرار گرفته بود تنها نارنجک باقی مانده را آماده و منتظر می‌ماند تا نیروهای آذربایجانی به وی نزدیک شوند در این لحظه وی ضامن نارنجک را کشیده و میان پاهای خود قرار داده و دست‌های خود را به قصد تسلیم بالا می‌برد سربازان آذربایجانی که تعداد آنان ۳ نفر بوده به وی نزدیک شده و وی در زمان دستگیری و هنگام برخاستن ضامن نارنجک خود را کشید و سربازان آذربایجانی را به همراه خود منفجر کرد.
بسیاری از سایت‌های خبری عکس‌ها و فیلم‌هایی از سر جدا شده کیارام سِلویان در دست سربازان آذربایجانی را منتشر کرده‌اند.

## نشان‌ها
| کشور          | نشان | نشان                                          | تاریخ            |
| ------------- | ---- | --------------------------------------------- | ---------------- |
| ارمنستان      |      | Order of the Combat Cross of the First Degree |                  |
| جمهوری آرتساخ |      | "For Service in Battle" medal                 |                  |
| جمهوری آرتساخ |      | قهرمان آرتساخ                                 | ۲۰۲۲ (پس از مرگ) |